# Batman (Film)
Batman ist eine oscarprämierte Verfilmung der gleichnamigen Comics von Bob Kane und Bill Finger, die im Jahr 1989 unter der Regie von Tim Burton erschien. Batman war einer der bis dahin erfolgreichsten Filme und erwirtschaftete allein mit Merchandising Millionenbeträge. Der Film startete am 26. Oktober 1989 in den deutschen Kinos.

## Handlung
Die Großstadtlegende einer Verbrechen bekämpfenden, menschengroßen Fledermaus scheint sich als wahr zu erweisen, als sich die Berichte der Straßengangster von Gotham City häufen und Polizeichef Gordon sogar eine Akte anlegen lässt. Auch Journalist Alexander Knox und Fotografin Vicki Vale glauben der Geschichte und begeben sich auf die Suche nach dem geflügelten Rächer. Auf einem Spendenball treffen sie nichts ahnend auf den gastgebenden Multimillionär Bruce Wayne, der die Person hinter dem Fledermauskostüm ist.
Der neue Bezirksstaatsanwalt Harvey Dent verspricht der verängstigten Bevölkerung, dem Unterwelt-Boss Carl Grissom das Handwerk zu legen. Grissom ahnt, dass seine rechte Hand Jack Napier seine Nachfolge anstrebt und bereits eine Affäre mit seiner Geliebten, dem Fotomodel Alicia, hat. Er lockt Napier in die als Chemiefabrik AXIS getarnte Geldwäscheanlage, wo sich Napier gegen die anrückende Polizei unter der Leitung des korrupten Lieutenants Eckhardt verteidigen muss. Dort trifft der Gangster, der Eckhardt erschießt, auf den legendären Batman. Bei ihrem Kampf stürzt Napier von einem Steg in einen Bottich voller Säure.
Napier überlebt und unterzieht sich einer Schönheitsoperation, die jedoch unter sehr primitiven Umständen durchgeführt wird. Wegen seiner gebleichten Haut und seinem zu einem starren, blutroten Grinsen verzerrtem Mund nennt er sich nun Joker. Zunächst stillt er seinen Rachedurst und bringt Grissom um. Auch einige führende Köpfe des Verbrecher-Syndikats, die seinen Anspruch, Grissoms Platz an der Spitze zu übernehmen, nicht gutheißen, müssen sterben.
Wayne verbringt eine gemeinsame Nacht mit Vale, jedoch will er sich von seinem Auftrag als Batman nicht ablenken lassen, sodass die Entwicklung ihrer Beziehung ins Stocken gerät. Unterdessen führt der Joker Vale in die Irre: Er lädt sie ein, zum Abendessen ins Gothamer Museumsrestaurant zu kommen. Vale erscheint, in dem Glauben, von Wayne eingeladen worden zu sein. In seinem wahnhaften Kunstgeschmack „verbessert“ der Joker die kostbaren Gemälde alter Meister im Museum mit Säure und Neonfarben, nachdem er zuvor sämtliche Gäste und Angestellte des Museums mit einem Gas außer Gefecht gesetzt hat. Außerdem präsentiert er Vale Alicia, deren Gesicht er mit Säure verätzt hat. Dies sei seine Form von Kunst und er will von der Fotografin Vale, dass sie seine Werke dokumentiert. Da erscheint Batman, rettet sie aus dem Museum und bringt Vale nach einer Verfolgungsjagd mit Jokers Verbündeten in die Bathöhle, sein Hauptquartier. Dort übergibt Batman Vale eine Liste von Produkten, die der Joker vergiftet hat. Dieser versetzt verschiedene Kosmetikprodukte mit toxischen AXIS-Chemikalien, was bereits mehrere Menschenleben gekostet hat. Batman konnte die schädlichen Produkte jedoch identifizieren und kann durch Vales Veröffentlichung in der Presse Schlimmeres verhindern.
Wayne entschließt sich, Vale seine nächtliche Identität preiszugeben. Bevor es jedoch dazu kommt, werden sie beide in Vales Apartment vom Joker überrascht. Wayne erkennt im Joker den Mörder seiner Eltern, die in seiner Kindheit einem Raubüberfall Napiers zum Opfer fielen, und wird in jenem unachtsamen Moment vom Joker scheinbar erschossen. Wayne, der sich zuvor mit einem Serviertablett aus Metall unter dem Jackett ausgerüstet hat, überlebt unverletzt und verschwindet ungesehen aus dem Apartment, nachdem auch der Joker gegangen ist. Wayne nimmt sich vor, den Tod seiner Eltern durch den Tod des Jokers zu rächen. In der Folge besucht Vale Wayne, wo sie erfährt, dass sich dieser hinter Batman verbirgt.
Der Joker zieht mit einer Giftgas versprühenden Parade, in der er die Menschen durch Geldverteilung anlockt, durch Gotham City, um seinen Widersacher zu ködern. Zwar kann Batman Jokers AXIS-Fabrik zerstören und mit seinem Flugzeug, dem Batwing, die Stadt ein weiteres Mal retten, doch bringt der Joker das Batwing zum Absturz und entführt Vale in den Glockenturm der Kathedrale, wo es zum finalen Kampf zwischen Batman und dem Joker kommt. Während der Joker provozierend mit Vale im Scheinwerferlicht der inzwischen verständigten Polizei tanzt, wird Batman von Jokers Männern attackiert. Er kann jedoch alle ausschalten und den Joker schließlich stellen. Mit einem gezielten Schlag befördert er den Schurken über die Brüstung des Glockenturms, doch kann dieser sich auf einen Sims retten und zieht Batman und Vale ebenfalls über die Brüstung. Während sich die beiden verzweifelt über dem Abgrund festklammern, versucht der Joker sie lachend zum Absturz zu bringen. Per Hubschrauber will er schließlich fliehen. Doch mithilfe eines Greifhakens bindet Batman den Fuß des Jokers an einer steinernen Statue fest. Als der Hubschrauber aufzusteigen versucht, löst sich die Statue und reißt den Joker in den Tod.
Im Zuge einer Pressekonferenz enthüllt Polizeichef Gordon das Bat-Signal, womit die Bewohner Batman rufen können. Vale steigt währenddessen in Waynes Limousine. Sein Butler Alfred Pennyworth erklärt ihr, dass Wayne etwas später kommen werde. Mit einem Schmunzeln blickt Vale zu den Dächern der Stadt hinauf. Auf einem der Gebäude steht eine düstere Gestalt, deren Gewand wie die Flügel einer Fledermaus im Wind weht.

## Entstehung
Eine erste Kinofassung des Bob-Kane-Comics mit Bill Murray in der Hauptrolle scheiterte 1985 an ständigen personellen Veränderungen. Im selben Jahr schaffte Regisseur Tim Burton seinen Durchbruch mit Pee-Wees irre Abenteuer und begann das vorhandene Batman-Drehbuch umzuarbeiten. Burtons Version wurde trotz der Begeisterung von Warner Bros. erst grünes Licht erteilt, nachdem dessen zweiter Film Beetlejuice im Sommer 1988 über 150 Millionen Dollar an der Kinokasse eingespielt hatte.
Die Besetzung der Hauptrollen war ein Thema der Klatschpresse: Jack Nicholson zögerte bis zur letzten Sekunde, ehe er die Rolle des Joker akzeptierte. Tim Curry und Robin Williams waren ebenfalls für diese Rolle im Gespräch. Nach dem Rücktritt von Pierce Brosnan und Mel Gibson konnte Burton seinen favorisierten Beetlejuice-Darsteller Michael Keaton durchsetzen. Die weibliche Hauptrolle wurde zunächst mit Sean Young besetzt, die sich allerdings bei den Vorbereitungen zum Film bei einem Reitunfall so sehr verletzte, dass sie kurzfristig von Kim Basinger ersetzt werden musste. Als weiterer Verlierer kann Star-Wars-Held Billy Dee Williams bezeichnet werden: Ein Exklusivvertrag mit Warner Bros. sicherte ihm zu, dass seine kleine Rolle als Harvey Dent im folgenden Batmans Rückkehr zum wichtigen Bösewicht anwachsen und in Batman Forever zum Batman-Widersacher Two-Face mutieren sollte. Doch Williams’ schwindende Popularität brachte das Filmstudio dazu, ihn aus diesem Vertrag zu lösen und die Rollen mit Christopher Walken (in Batmans Rückkehr als Max Shreck) und Tommy Lee Jones (in Batman Forever als Harvey Dent/Two Face) zu besetzen.
Unter Leitung des Produzententeams Guber/Peters (Die Farbe Lila, Rain Man) begannen nach dreijähriger Vorproduktion, die den Oscar-prämierten Bau von Gotham City und fünf verschiedene Drehbuchfassungen einschloss, im Oktober 1988 die Dreharbeiten in England. Nach zwölf Wochen war der Dreh abgeschlossen und es folgte eine fünfmonatige Postproduktion, die die Kosten des Films auf 35 Mio. Dollar anhob. Für die Filmmusik wurden Danny Elfman (Score) und Prince verpflichtet.

## Erfolg
In den USA war Batman mit einem Einspielergebnis von über 250 Millionen Dollar der erfolgreichste Film des Jahres. Das Erscheinen des Films wurde von einer beispiellosen multimedialen Werbekampagne begleitet. Das Merchandising-Konzept, die Affäre von Prince mit Darstellerin Kim Basinger und das Einspielergebnis durch Kino und Video rundeten die Einnahmen auf 1,4 Milliarden US-Dollar auf und machten Batman zum Sommerhit 1989. Nicholsons Einspielbeteiligung brachte ihm geschätzte 60 Millionen US-Dollar Gage ein. Unterstützt von der kommerziell erfolgreichen Singleauskopplung Batdance wurde das Prince-Album Batman weltweit ungefähr sieben Millionen Mal verkauft und international mehrfach mit Gold- und Platinstatus ausgezeichnet.

## Synchronisation
Synchronfirma: Magma Synchron GmbH, Berlin.

Dialogbuch und -regie: Joachim Kunzendorf.
| Rolle                     | Darsteller         | Synchronsprecher         |
| ------------------------- | ------------------ | ------------------------ |
| Bruce Wayne/Batman        | Michael Keaton     | Joachim Tennstedt        |
| Jack Napier/Joker         | Jack Nicholson     | Joachim Kerzel           |
| Vicky Vale                | Kim Basinger       | Evelyn Maron             |
| Alexander Knox            | Robert Wuhl        | Wolfgang Condrus         |
| Commissioner James Gordon | Pat Hingle         | Wolfgang Völz            |
| Harvey Dent               | Billy Dee Williams | Thomas Wolff             |
| Alfred Pennyworth         | Michael Gough      | Friedrich Schoenfelder   |
| Carl Grissom              | Jack Palance       | Harald Leipnitz          |
| Alicia Hunt               | Jerry Hall         | Rebecca Völz             |
| Bob                       | Tracey Walter      | Thomas Petruo            |
| Bürgermeister             | Lee Wallace        | Karl-Ulrich Meves        |
| Lt. Eckhardt              | William Hootkins   | Engelbert von Nordhausen |

## Hintergrund
Wenn der Joker zusammen mit seiner Gang im Kunstmuseum randaliert und die dortigen Exponate zerstört und mit Farbe beschmiert, sieht man das Gemälde Figure with Meat des Malers Francis Bacon von 1954 an einer Wand hängen. Auf dieser Leinwand sind ein verfremdetes Bild des Papstes Innozenz X. und zwei rohe Kuhhälften zu sehen. Dem Joker gefällt das morbide Gemälde so gut, dass er es von seinem Vandalismus verschont.

## Fortsetzungen
Der kommerzielle Erfolg führte zu diversen Fortsetzungen:
- 1992: Batmans Rückkehr (Regie: Tim Burton)
- 1995: Batman Forever (Regie: Joel Schumacher)
- 1997: Batman & Robin (Regie: Joel Schumacher)

In der 2023 erschienenen Comicverfilmung The Flash, die im Film-Franchise des DC Extended Universe angesiedelt ist, spielt der von Michael Keaton verkörperte Bruce Wayne/Batman eine wichtige Nebenrolle. Demzufolge kann der Film gewissermaßen auch als eine Art Fortsetzung gesehen werden, die viele Jahre nach den Ereignissen von Batmans Rückkehr angesiedelt ist und die Storyline von Tim Burtons Batman-Version fortführt. Dabei werden jedoch die Ereignisse aus Batman Forever und Batman & Robin in dieser Verfilmung ignoriert.
Darüber hinaus leitete Warner Bros. die Herstellung einer Zeichentrickserie ein, die die dunkle Atmosphäre und einen Teil der Musik des Films benutzte. Nach der Serie wurde auch der Rest des DC-Comics-Universums um sie herum als Zeichentrickversion umgesetzt und damit das Franchise des sogenannten DC Animated Universe (DCAU) geschaffen:
- Batman (1992–1995, 1997–1999)
- Superman (1996–2000)
- Batman of the Future (1999–2001)
- The Zeta Project (2001)
- Die Liga der Gerechten (2001–2006)
- Static Shock (2000–2004)

Die The-Dark-Knight-Trilogie, die von 2005 bis 2012 folgte, stellte keine Fortsetzung der vorherigen Filme dar, da Warner Bros. bestätigte, dass die neueren Filme eine Art „Neuanfang“, ein Reboot, sind. Sie haben inhaltlich keinen Bezug mehr zu den alten Filmen.

## Auszeichnungen
- In der Kategorie Bestes Szenenbild erhielt der Film 1990 einen Oscar.[5]
- Jack Nicholson erhielt eine Golden-Globe-Nominierung als Bester Hauptdarsteller in einer Komödie oder Musical.[5]
- Für den BAFTA Award wurde der Film in sechs Kategorien nominiert: Bester Hauptdarsteller (Jack Nicholson), Beste Kostüme, Bestes Make-Up, Bestes Szenenbild, Bester Ton und für die besten visuellen Effekte.[5]

## Kritiken
Batman erhielt vorwiegend positive Kritiken. Basierend auf 141 Kritiken erreicht Batman auf Rotten Tomatoes 77 % und wird somit als „Fresh“ (deutsch: frisch) bewertet. Eine zeitgenössische Kritik schrieb Roger Ebert in der Chicago Sun-Times am 23. Juni 1989:

Batman is a triumph of design over story, style over substance – a great-looking movie with a plot you can’t care much about. All of the big moments in the movie are pounded home with ear-shattering sound effects and a jackhammer cutting style, but that just serves to underline the movie’s problem, which is a curious lack of suspense and intrinsic interest.

„Batman ist der Triumph des Designs über die Geschichte, des Stils über die Substanz – ein großartig aussehender Film, mit dessen Handlung man sich nicht viel beschäftigen kann. Alle großen Momente im Film werden von ohrenzerschmetternden Soundeffekten und Schnitten in der Art eines Presslufthammers zerschlagen, aber das unterstreicht gerade das Problem des Films, welches in einem merkwürdigen Mangel an Suspense und von sich ausgehendem Interesse liegt.“

Rückblickend schrieb die Fernsehzeitschrift Prisma:
„1989 löste Regisseur Tim Burton mit seinem düster-bizarren und spektakulären Scifi-Actioner das Batman-Fieber in den Kinos aus. Mit einer hochkarätigen Starbesetzung brachte er die Erlebnisse des beflügelten Comic-Helden auf die Leinwand und brach seinerzeit sämtliche Kassenrekorde.“
Auf kino.de wird ergänzu, dass Batman eine „(a)ufwendige, nahezu perfekt gemachte Comcistrip-Verfilmung von Tim Burton („Beetlejuice“) mit Michael Keaton als leicht neurotischem Batman, Jack Nicholson als genial-diabolischem Joker und Kim Basinger als blonder Vicky Vale“ sei. Zudem würden „(d)ie beeindruckenden Sets und Spezialeffekte […] zwar gelegentlich [die] Handlung [überdecken], dennoch bietet ‚Batman‘ erstklassige Actionunterhaltung.“ Rückblickend schrieb kino.de: „Der Mega-Hit aus den USA wurde dort zu einem der erfolgreichsten Filme aller Zeiten und löste eine regelrechte ‚Batmania‘ aus.“
Ebenfalls hoben Dieter Krusche und Jürgen Labenski in Reclams Filmführer rückblickend den Einfluss von Batman auf die weitere Entwicklung der filmischen Interpretation der Figur hervor: „Eine TV-Serie und vor allem ein Kinofilm (…) hatten Batman in den sechziger Jahren mit allerlei Firlefanz zu einem Kindergarten-Helden denaturiert. Dieser Film besinnt sich wieder auf die düsteren Aspekte, die dem einsamen Rächer seit seinem ersten Comic-Auftritt im Jahr 1939 anhafteten. So gerät in diesem perfekten Kino-Stück Gotham City zum durchaus furchterregenden Inferno, ist der psychopathische Joker deutlich ein Spiegelbild des vigilanten Helden. Nur die ironische Naivität der Darstellung dämpft den unterschwelligen Zynismus.“
Mit den Worten, „Batman, die populäre Comic-Figur der 40er Jahre, als naiver Held in einem düsteren, von Verbrechen und Korruption beherrschten Universum“ bestätigt auch das Lexikon des internationalen Films diese Einschätzung. Das Lexikon hebt zudem die Darstellung des Jokers hervor: „Das Faszinosum des Bösen erweist sich – nicht zuletzt durch Jack Nicholsons schillernde Diabolik des Jokers – als stärker denn die Macht des Guten.“